# San Cristóbal (métro de Madrid)
Pour les articles homonymes, voir San Cristóbal.
San Cristóbal est une station de la ligne 3 du métro de Madrid en Espagne. Elle est située sous l'avenue d'Andalousie, près du quartier de San Cristóbal de los Ángeles, dans l'arrondissement de Villaverde.

## Situation sur le réseau
La station est située entre Villaverde Bajo-Cruce au nord, en direction de Moncloa, et Villaverde Alto, en direction d'El Casar
La station s'étend sur 167 m de longueur, pour une largeur maximale de 35,3 m et est située à une profondeur de 22 m. Elle se présente sur deux niveaux, le vestibule et les quais. Elle possède une voie dans chaque sens et deux quais latéraux.

## Histoire
La station est ouverte le 21 avril 2007, lors de la mise en service du prolongement de la ligne au sud de Legazpi jusqu'à Villaverde Alto.

## Services aux voyageurs

### Accès et accueil
L'accès à la station s'effectue par deux édicules entièrement vitrés de forme rectangulaire situés de chaque côté de l'avenue, équipés d'escaliers et d'escaliers mécaniques, auxquels s'ajoute un accès direct par ascenseur depuis l'extérieur.

### Intermodalité
La station est en correspondance avec les lignes d'autobus no 59, 79 et N13 du réseau EMT et avec la ligne d'autocar interurbain no 447.